# Rainer Altherr
Rainer Altherr (* 6. August 1947 in Freiburg im Breisgau) ist ein deutscher Mineraloge, Petrologe und Geochemiker. Er war Professor an der Universität Heidelberg und war stellvertretender Direktor des Instituts für Geowissenschaften.

## Leben
Altherr studierte nach dem Abitur am Kepler-Gymnasium 1967 in Freiburg an der Albert-Ludwigs-Universität Freiburg Mathematik und Physik und ab 1969 Mineralogie.  1973 schloss er mit dem Diplom ab. Danach war er dort wissenschaftlicher Mitarbeiter am Mineralogischen Institut und promovierte 1975. Ab 1975 war er Assistent am Mineralogisch-Petrographischen Institut der TU Clausthal. Ab 1976 war er Assistent am Mineralogisch-Petrographischen Institut der TU Braunschweig und ab 1982 Professor für Petrologie an der TH Karlsruhe. 1994 wurde er Professor für Mineralogie an der Universität Heidelberg.
Er war 2011 Vorstand der Deutschen Mineralogischen Gesellschaft. 1981 erhielt er den Albert-Maucher-Preis. 2003 wurde er ordentliches Mitglied der Heidelberger Akademie der Wissenschaften.